# Giovanni Girolamo Saccheri
Giovanni Girolamo Saccheri [džovani džirolamo sakeri] (5. září 1667 – 25. říjen 1733) byl italský matematik a filosof, jeden z otců neeukleidovské geometrie.

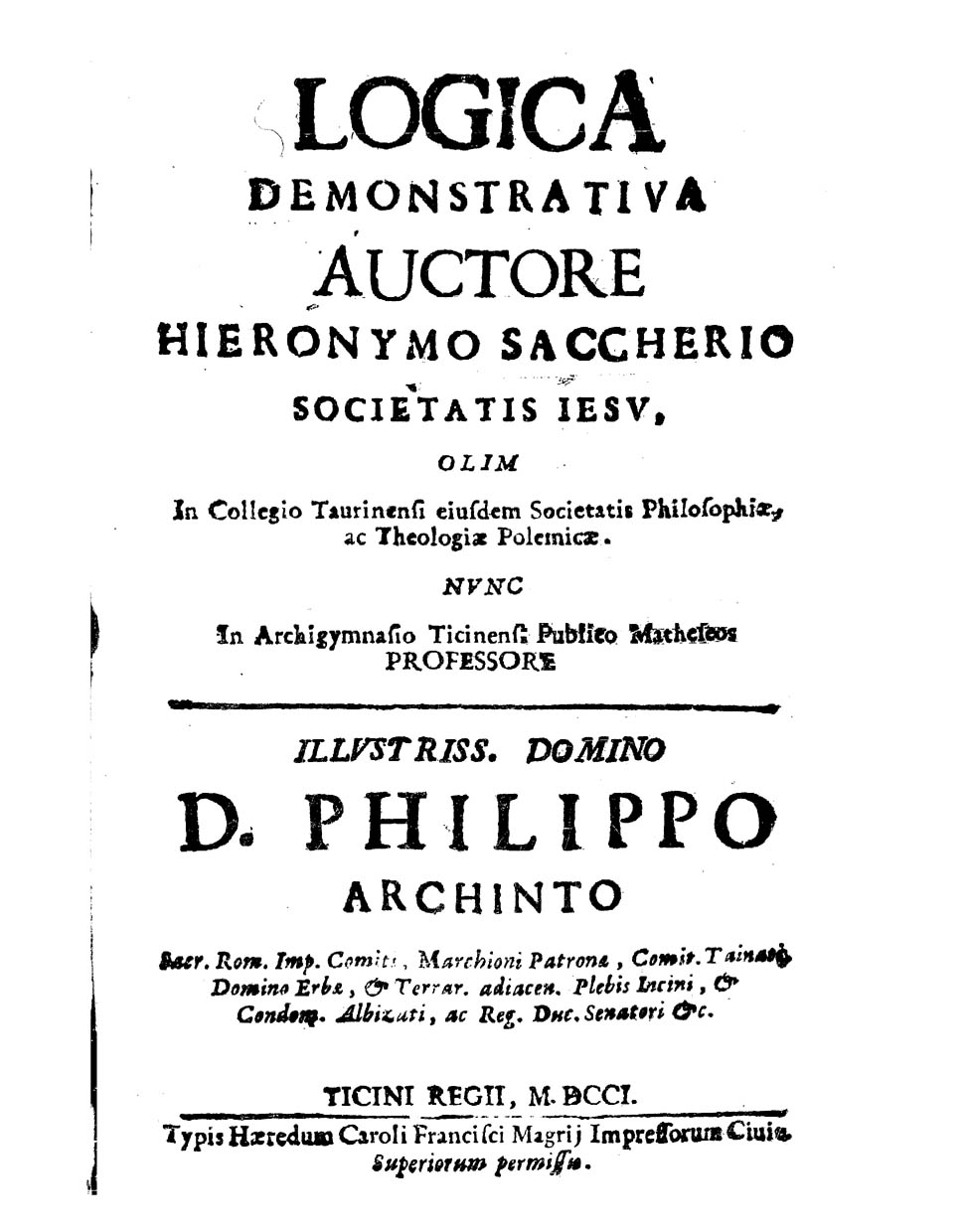
Logica demonstrativa, 1701

## Život
Narodil se v San Remu v Ligurii. V roce 1685 vstoupil do jezuitského řádu a roku 1694 byl vysvěcen na kněze. Učil filozofii na Turínské univerzitě (1694-1697) a filozofii, teologii a matematiku na univerzitě v Pavii (od 1697 až do své smrti). Byl žákem a chráněncem bratří matematiků Tommasa a Giovanniho Ceva.
Publikoval několik děl, včetně Quaesita geometrica (1693), Logica demonstrativa (1697) a Neo-Statica (1708). Dnes je však nejvíce znám díky své poslední práci z roku 1733, kterou publikoval krátce před smrtí: Euclides ab omni naevo vindicatus (Eukleidés zbavený každé poskvrny). Je považována za historicky druhé dílo neeuklidovské geometrie. Dlouho bylo zapomenuto, než je znovuobjevil a docenil Eugenio Beltramim v polovině 19. století.
Saccheri se zde pokusil ukázat, že pátý Eukleidův postulát je vlastně zbytečný, a to metodou sporu. Začíná trojicí stejně dlouhých úseček, spojených do tvaru písmene U s oběma pravými úhly. Pokud se obrazec doplní čtvrtou úsečkou stejné délky na "Saccheriho čtyřúhelník", lze se ptát, jaké jsou dva nově vzniklé úhly. Pátý postulát zaručuje, že budou pravé. Hypotéza, že budou větší než pravé, vede rychle ke sporu. Zato v hypotéze, že budou menší ("ostřejší") než pravé, se Saccherimu nepodařilo spor spolehlivě prokázat. Na to navazuje teorie neeukleidovských geometrií, kterou ovšem nezávisle objevili o téměř sto let později Lobačevskij a Bolyai.
Saccheriho postup mohl do jisté míry vycházet z díla perského učence Omara Chajjáma z 11. století (Risala Fi Šarh mâ ashkala min musâdarât Kitáb Uglîdis). Zda měl Saccheri opravdu přístup k této práci v překladu, není známo, možná rozvíjel stejné myšlenky nezávisle na něm. Perský vliv byl objeven teprve ve 20. století. Saccheriho čtyřúhelník je dnes někdy nazýván též Chayyam-Saccheriho čtyřúhelník.